# Mutter (Software)

Es gibt den Mutter Fenstermanager und außerdem den Mutter Wayland Compositor, welcher ein Display-Server-Protokoll ist.

Mutter ist ein Fenstermanager und gleichzeitig ein Wayland Compositor.

## Hintergründe
Mutter wurde ursprünglich von Intel für die Moblin-Plattform entwickelt. Intel nahm als Basis den Fenstermanager Metacity, der in Gnome 2 zum Einsatz kam, und kombinierte ihn mit der Programmbibliothek Clutter, um so OpenGL-beschleunigte Funktionen zu ermöglichen, woher sich auch der Name aus der Kurzform von „Metacity Clutter“ ableitet.
Durch die Kombination mit Clutter wurden grafische Effekte und Hardwarebeschleunigung ermöglicht.
Clutter und das Mutter-Plugin sind größtenteils in JavaScript und C geschrieben.

## Einsatzgebiete
Mutter wird im Moblin-Nachfolger MeeGo für Netbooks eingesetzt, wozu Mutter als einziger Fenstermanager kompatibel ist.
Außerdem kann Mutter in den anderen MeeGo-Varianten eingesetzt werden, die keine speziellen Fenstermanager verlangen.
Die Benutzeroberfläche von Ubuntu – Unity genannt – setzte ebenfalls Mutter voraus, neuere Versionen basieren jedoch auf Compiz.
In der Desktopumgebung Gnome 3 kommt Mutter auch zum Einsatz und setzt ihn für Gnome Shell voraus.
 Raspberry Pi OS wurde ab November 2021 mit der Umstellung auf die stabilen Version des Debian-11-Systems (Debian Bullseye) mit diesem Fenstermanager ausgeliefert.

## Kritik
Oftmals wird die tiefe Integration von Mutter in die Gnome Shell als problematisch angesehen, was den Einsatz eines anderen Fenstermanagers in Gnome 3 erschwert.